# Drew Correa
Andrews Schneider Correa, conhecido profissionalmente como Drew Correa, é um produtor musical americano de Miami, Flórida. Drew recebeu um Grammy Award em 2009 por Melhor Álbum de Rap, por causa de seu trabalho com Wayne.

## Biografia
Nascido em Florianópolis, em 22 de fevereiro de 1984, Correa se mudou para os Estados Unidos aos quatro anos de idade e iniciou sua carreira na indústria do hip hop aos 16 anos, quando trabalhou como disc jockey. Formado pela Full Sail University em Artes de Gravação em 2003, Drew trabalhou posteriormente como engenheiro para artistas norte-americanos, incluindo Trina, Pitbull, Swizz Beatz, Rick Ross, Shakira, Juelz Santana e Wyclef Jean.